# Арнолд Баџу
Арнолд Баџу (Лакен, 26. јуна 1909. – 17. септембра 1994) био је белгијски фудбалски голман.
Целу каријеру (1929–1938) играо је у Дарингу. Био је члан фудбалске репрезентације Белгије 1930, 1934 и 1938 на ФИФА Светском првенству у фудбалу и одиграо је 3 утакмице у издањима 1930 и 1938.